# Arakidonsyre
Arakidonsyre  (AA, undertiden ARA) er en flerumættet omega-6 fedtsyre 20:04 (ω-6). Det er modstykket til den mættede arachinsyre fundet i jordnøddeolie (latin: arachis = jordnød). Arakidonsyre findes i cellemembranen som en af fedtsyrerne i fosfolipiderne. Fosfolipider spaltes af fosfolipase A2. Arachidonsyre omsættes til eikosanoider, som er signal-molekyler fra oxidation af 20-carbon-fedtsyrer:
- Enzymerne cyclooxygenase og peroxidase fører til prostaglandin H2, som igen anvendes til fremstilling af prostaglandiner (enhver prostaglandin indeholder 20 carbon-atomer, herunder en 5-carbon-ring), prostacyclin og thromboxaner.
- Enzymet 5-lipoxygenase fører til 5-HPETE, som igen anvendes til fremstilling af leukotriener.
- Arakidonsyre anvendes også i biosyntesen af de lipide endocannabinoider anandamide (N-arachidonoylethanolamide, AEA: C22H37NO2) og 2-arachidonoyl-glycerol (2-AG: C23H38O4), som er fysiologiske ligander for cannabinoid-receptorer.[1]
- Nogle arakidonsyrer omdannes til hydroxy-eikosatetraenoic syrer (HETE'er) og epoxy-eikosatrienoic syrer (EETS) ved epoxygenase.

Produktionen af disse derivater og deres indsats i kroppen er kollektivt kendt som "arakidonsyre-kaskaden", se essentielle fedtsyrer interaktioner for flere detaljer.

## Kemi
I kemiske struktur er arakidonsyre en carboxylsyre med en 20-carbon-kæde og fire cis-dobbeltbindinger, den første dobbeltbinding er placeret ved det sjette carbon fra omega-enden.
Nogle kemi-kilder definerer "Arakidonsyre« til at betegne enhver af eikosatetraensyrerne. Men næsten alle skrifter i biologi, medicin og ernæring begrænser det til all-cis -5,8,11,14-eikosatetraensyre.

## Arakidonsyre i kroppen
Arakidonsyre er en af de mest udbredte fedtsyrer i hjernen og er til stede i tilsvarende mængder som docosahexaensyre (DHA). De to udgør ca 20% af hjernens fedtsyre-indhold. Ligesom med DHA, er neurologisk sundhed afhængig af tilstrækkelige niveauer af arakidonsyre. Bl.a. bidrager arakidonsyre til at opretholde hippocampus-cellemembranen flydende. Det hjælper også med at beskytte hjernen mod oxidativt stress ved at aktivere peroxisom-proliferator-aktiveret receptor gamma (PPAR-γ). ARA aktiverer også syntaxin-3 (STX-3), et protein, der er involveret i vækst og reparation af neuroner.
Arakidonsyre er også involveret i begyndelsen af neurologisk udvikling. I en undersøgelse finansieret af det Amerikanske National Institute of Child Health og Human Development, viste spædbørn (18 måneder), der blev givet supplerende arakidonsyre i 17 uger, signifikante forbedringer i intelligens, målt ved Mental Development Index. Denne effekt er yderligere forbedret ved samtidig tilskud af ARA med DHA.
Hos voksne bidrager den forstyrrede metabolisme af ARA til neurologiske lidelser, såsom Alzheimers sygdom og bipolar lidelse. Dette indebærer betydelige ændringer i omdannelsen af arakidonsyre til andre bioaktive molekyler (overekspression eller forstyrrelser i ARA enzym-kaskade).
Det er påvist hvordan glucocorticoider kan frembringe et hurtig anti-inflammatorisk respons ved at fremme den arakidonsyre-afledte endocannabinoide biosyntese. Ifølge en hypotese-model resultater ikke-genomisk virkning af glukokortikoider i det globale skift i membran-lipid-metabolisme, der nedbryder metaboliske reaktionsveje mod syntesen af de anti-inflammatoriske endocannabinoider, anandamid (AEA: C22H37NO2) og 2-arachidonoyl-glycerol (2-AG: C23H38O4) og væk fra arakidonsyre (C20H32O2)-produktion.

## Det endocannabinoide system
|  | Eftersyn Dette afsnit bør gennemlæses af en person med fagkendskab for at sikre den faglige korrekthed. |

Det endocannabinoide system er en gruppe af neuromodulatoriske lipider og deres receptorer i hjernen, der er involveret i en række fysiologiske processer, herunder appetit, smertefølelse, humør og hukommelse, og det medierer psykoaktive og farmakologiske virkninger af cannabis og indeholder stort set:
- De endogene arakidonsyre (C20H32O2)-baserede lipider, anandamide (N-arachidonoylethanolamide, AEA: C22H37NO2) og 2-arachidonoyl-glycerol (2-AG: C23H38O4), disse er kendt som "endocannabinoider " og er fysiologiske ligander for cannabinoid-receptorer. Endocannabinoider er alle eicosanoider, som er signalmolekyler fra oxidation af 20-carbon-fedtsyrer, der udøver kompleks styring over mange kropslige systemer, primært i inflammation eller immunitet, og som budbringere i centralnervesystemet.
- De enzymer, der syntetiserer og nedbryder endocannabinoiderne, såsom fedtsyreamid-hydrolase (FAAH) eller monoacylglycerol lipase (MAGL).
- Cannabinoid-receptorerne CB1 og CB2, to G-protein-koblede receptorer, der er placeret i det centrale og perifere nervesystem.